# Goqung (sockenhuvudort i Kina, Tibet Autonomous Region, lat 30,84, long 93,38)
Goqung (kinesiska: Gequn, 鸽群, Dongqiongduo, 东穹多, 鸽群乡) är en sockenhuvudort i Kina. Den ligger i den autonoma regionen Tibet, i den sydvästra delen av landet, omkring 250 kilometer nordost om regionhuvudstaden Lhasa. Antalet invånare är 2 292. Befolkningen består av 1 142 kvinnor och 1 150 män. Barn under 15 år utgör 32 %, vuxna 15-64 år 62 %, och äldre över 65 år 5,0 %.
Runt Goqung är det mycket glesbefolkat, med 2 invånare per kvadratkilometer. Närmaste större samhälle är Lhari, 11,7 km söder om Goqung. Trakten runt Goqung består i huvudsak av gräsmarker.
Genomsnittlig årsnederbörd är 1 096 millimeter. Den regnigaste månaden är juni, med i genomsnitt 234 mm nederbörd, och den torraste är december, med 7 mm nederbörd.